# Maryna Hančarova
Maryna Hančarova (in bielorusso Марына Ганчарова?; traslitterazione anglosassone Maryna Hancharova; Minsk, 27 febbraio 1990) è una ginnasta bielorussa.

## Biografia
Ha partecipato ai Giochi della XXX Olimpiade di Londra 2012, conquistando la medaglia d'argento con le proprie compagne della nazionale bielorussa nel concorso a squadre.
Ai campionati mondiali ha conquistato una medaglia d'argento ed una di bronzo, sempre nelle gare a squadre, a Mosca 2010.
Ai campionati europei ha conquistato una medaglia d'oro, tre d'argento e due di bronzo, sempre nelle gare a squadre, in due edizioni delle rassegne continentali: a Brema 2010 ed a Nižnij Novgorod 2012.

## Palmarès
Olimpiadi
- 1 medaglia:
  - 1 argento (concorso a squadre a Londra 2012).

Mondiali
- 4 medaglie:
  - 1 oro (concorso a squadre a Kiev 2013);
  - 2 argenti (concorso a squadre a Mosca 2010; 3+2 attrezzi a squadre a Kiev 2013);
  - 1 bronzo (3+2 attrezzi a squadre a Mosca 2010).

Europei
- 6 medaglie:
  - 1 oro (3+2 attrezzi a squadre a Nižnij Novgorod 2012).
  - 3 argenti (5 attrezzi a squadre a Brema 2010; concorso a squadre, 5 attrezzi a squadre a Nižnij Novgorod 2012).
  - 2 bronzi (concorso a squadre, 3+2 attrezzi a squadre a Brema 2010).